# Région de Stuttgart

Logo de la région

La région de Stuttgart est une des trois régions du district allemand (Regierungsbezirk) de Stuttgart en Bade-Wurtemberg.

## Administration territoriale
La région comprend cinq arrondissements et une ville-arrondissement, dont 179 communes :
- Stuttgart (ville-arrondissement)
- Böblingen
- Esslingen
- Göppingen
- Ludwigsburg
- Rems-Murr